# Wilbert H. Hass
Wilbert Henry Hass (1906-1959) est un géologue et paléontologue américain.
Il a travaillé à l'Institut d'études géologiques des États-Unis (USGS) où il a principalement étudié les conodontes. Il en a décrit la morphologie, notamment au niveau ultrastructural, en 1941. Avec Marie L. Lindberg, il a ensuite publié sur leur composition chimique en apatite fluorée et sur l'orientation des cristaux dans les éléments, dans un article paru en 1946. Il a par la suite étudié la formation des schistes de Barnett au Texas en 1952. Il a décrit le genre Dollymae et les familles des Balognathidae, des Cyrtoniodontidae et des Spathognathodontidae dans les terrains de la formation de Chappel limestone au Texas en 1959.

## Publications
- (en) Hass W.H., 1941. Morphology of Conodonts. Journal of Paleontology, Vol. 15, No. 1 (Jan., 1941), pp. 71-81 (URL stable sur JSTOR).
- (en) Hass W.H. & Lindberg M.L., 1946. Orientation of the Crystal Units of Conodonts. Journal of Paleontology, vol. 20, No. 5 (Sep., 1946), pp. 501-504. (URL stable sur JSTOR).
- (en) Hass W.H., 1952. Conodonts of the Barnett Formation of Texas.
- (en) Hass W.H., 1959. Conodonts from the Chappel limestone of Texas. USGS Numbered Series, Professional Paper 294, chapitre J, pages 365-399.

## Hommages
Le nom de l'espèce de conodontes Dollymae hassi rend hommage à W.H. Hass.